# پیتر اندرولات
پیتر اندرولات (انگلیسی: Peter Endrulat؛ زادهٔ ۱۰ اوت ۱۹۵۴) بازیکن فوتبال اهل آلمان است.
از باشگاه‌هایی که در آن بازی کرده‌است می‌توان به باشگاه شارلوتنبرگ برلین، باشگاه فوتبال شالکه ۰۴، و باشگاه فوتبال بروسیا دورتموند اشاره کرد.